# Cante
Il cante, insieme al toque e al baile, è uno dei tre pilastri fondamentali del Flamenco. La sua evoluzione corre parallela e quasi sempre aliena da altre manifestazioni vocali, finendo così per imporre i termini cante e cantaor invece che canto e cantante.
Il cante può svolgersi con o senza accompagnamento. La forma più arcaica è quella a cappella. Ci sono svariati modi di eseguire un cante flamenco, a seconda del ritmo, del compás, del palo, della difficoltà tecnica o del genere. I cante sono eseguiti dai cantaores (cantaor o cantaora).

Il testo del cante viene detto letra e, come forma base, è composto di versi, in genere assonanzati o senza rima, raggruppati in coplas (strofe) di quartine, a volte anche in terzine.
(Esempio di una letra de tientos)

## Tipi di cante
Cante a Compás. Sono i cantes in cui ha esclusiva preminenza la sezione ritmica, ovvero mantenere e scandire bene il compás, e anche la stessa chitarra vi si adegua con alcune tecniche particolari.
Cante Alboreá. Tipico per le nozze
Cante a Palo seco. Cante eseguito a cappella, con o senza ballo, ovvero senza l'accompagnamento musicale, tranne la sezione ritmica delle percussioni. In seguito a questa loro caratteristica, sono considerati dalla tradizione come le più arcaiche forme musicali sopravviventi del flamenco. Appartengono a questa categoria la saeta, che attinge anche allo stile del cante jondo; la toná, martinetes, debla, ecc.
Cante Corto.
Cante Chico, come la forma moderna della petenera detta appunto chica, ballabile, contrariamente a quella grande; le alegrias; la farruca, tradizionalmente ballata solo da uomini, e suonata rararamente.
Cantes de Cádiz, sinonimo dei palos delle cantiñas.
cante de columpio, come le bamberas o bambas o mecederos, cantati al ritmo dondolante dell'altalena (columpio).
Cantes de Las Minas, riferiti ai cantes delle miniere, come i tarantos della zona mineraria di Almería.
Cantes de Levante, come gli antichi fandangos malagueños e la media.
Cante de Madrugá
Cante festero.
Cante Fragüero o de fragua, come il gruppo delle tonás, martinetes, debla, ecc.
Cante gitano.
Cante grande, come la forma moderna di petenera detta appunto grande, non ballabile.
Cante jondo, La saeta Attinge allo stile del cante jondo proprio della tradizione musicale del flamenco; così siguiriya detta anche seguiriya o seguidilla gitana, una delle forme musicali più importanti del flamenco.
Cante libre, come la malagueña, tarantas, cartageneras, ecc.
Cantes de Ida y Vuelta (cantes di andata e ritorno), come le colombianas, guajiras, milongas, rumbas, ecc. Secondo la tradizione questi cantes sono il frutto di scambi reciproci fra il vecchio continente e l'America Latina.
| Controllo di autorità | BNE (ES) XX530950 (data) |